# Simone Sonnenschein
Simone Sonnenschein ist eine deutsche Jazz-Saxophonistin.
Sonnenschein war Schülerin der Kölner-Saxophonmafia-Musiker Wollie Kaiser und Gerhard Veeck und studierte an der Folkwang-Hochschule Essen bei Hugo Read. Sie spielte dann in verschiedenen Ensembles, darunter im Duo mit dem Gitarristen Ulrich Galden und in Sebastian Gramss’ Quintett Underkarl. Mehrere Jahre war sie Solosaxophonistin des Jazz-Orchesters Rheinland-Pfalz.
Mit Peter Eisold, Martin Scholz und ihrem Bruder Detlef Sonnenschein bildet sie das AOS Ensemble (Album Stimmerung). Als Leiterin des Quartetts Sonnenschein (mit Eisold, Scholz und Hartmut Kracht) nahm sie das Album Jazz aus zwölf Jahrhunderten (1999) auf. Seit Jahren tritt sie als Angelika Kleinknecht mit dem Kabarettisten Piet Klocke auf, 2009 beim Arosa Humor-Festival, im Liveprogramm Pimp Your Self oder Das Leben ist schön – gefälligst!.